# Nati nel 1936/Senza giorno specificato
| Questa pagina contiene informazioni ricavate automaticamente dalle voci biografiche con l'ausilio del template Bio e di un bot. L'aggiornamento è periodico e automatico e ricostruisce completamente la pagina. Se manca una persona in questa lista, sei pregato di non aggiungerla, ma accertati piuttosto che la sua voce biografica contenga il template Bio e che i dati anagrafici siano correttamente compilati. Se il template Bio manca, inseriscilo tu stesso o, in alternativa, metti l'avviso {{tmp\|Bio}} che ne segnala la mancanza. Se i dati riportati sono sbagliati, correggi direttamente la voce biografica; le modifiche saranno visibili in questa lista entro pochi giorni. Per chiarimenti vedi il progetto biografie. La lista contiene solo le 81 persone che sono citate nell'enciclopedia e per le quali è stato implementato correttamente il template Bio. Pagina aggiornata al 18 lug 2025. |

- Mohamed Aden Sheikh, scrittore, politico e chirurgo somalo († 2010)
- Giuseppe Anceschi, letterato italiano († 2014)
- Vladimir Vladimirovič Annenkov, geografo russo
- Dieter Arnold, egittologo tedesco
- Baek Nam-jeong, cestista sudcoreano († 2005)
- Layla Balabakki, scrittrice, giornalista e attivista libanese († 2023)
- Walter Baldessarini, pittore italiano († 2022)
- Lorenzo Barbera, sociologo italiano
- Giovanni Paolo Bartoli, architetto italiano
- John Batchelor, artista britannico († 2019)
- Julia Blake, attrice britannica
- Erzsébet Botz, cestista ungherese († 2021)
- Christopher Broadbent, fotografo inglese
- François Burkhardt, architetto e docente svizzero
- Francesco Carlini, scrittore e saggista italiano
- Massimiliano Cencelli, politico italiano
- Peter Chermayeff, architetto statunitense
- Gianfranco Ciabatti, sindacalista e poeta italiano († 1994)
- Amancio Cid, ex calciatore argentino
- Gérard Coignot, nuotatore francese († 2023)
- James Cullen, botanico britannico († 2013)
- Pierre Daco, psicologo e psicoanalista belga († 1992)
- Adriano Di Giacomo, fisico italiano
- Mino Durand, giornalista italiano († 2005)
- István Fekete, cestista ungherese († 2006)
- Carmelo Fodaro, pittore e incisore italiano
- Alberto Fremura, pittore e scrittore italiano († 2023)
- Piero Gamba, direttore d'orchestra e pianista italiano († 2022)
- Cristoforo Genna, magistrato e politico italiano († 2011)
- Francisco González-Crussí, medico e scrittore messicano
- Mireille Granelli, attrice francese
- Perry Green, giocatore di poker statunitense
- Cesare Greppi, poeta, scrittore e traduttore italiano
- Haidar Haidar, scrittore e attivista siriano († 2023)
- Jerome Henderson, ex cestista singaporiano
- Lim Heng Chek, nuotatore malese († 2021)
- Haruo Hosoya, chimico e matematico giapponese
- Al Inniss, ex cestista statunitense
- Maria Pia Lai Guaita, psicologa italiana
- Lea Lander, attrice tedesca
- Emilio Lee, ex cestista filippino
- Liu Jing-rong, cestista taiwanese († 1989)
- Philip Lloyd, ingegnere e insegnante britannico († 2018)
- Loo Yee-shine, ex cestista taiwanese
- Ahmed Mohamed Mahamoud Silanyo, politico somalo († 2024)
- Dario Marconcini, regista e attore italiano
- Lee Maynard, scrittore e giornalista statunitense († 2017)
- Paolo Migliorini, geografo italiano
- Michael Minovitch, matematico statunitense († 2022)
- Mohammad Mojtahed Shabestari, teologo e filosofo iraniano
- André Motte, storico delle religioni belga
- Gwigwi Mrwebi, sassofonista e clarinettista sudafricano († 1973)
- Zuhayr Muhsin, guerrigliero palestinese († 1979)
- Michele Mulas, artista e pittore italiano († 2002)
- Naji al-Ali, artista palestinese († 1987)
- Vaggelīs Nikītopoulos, cestista e allenatore di pallacanestro greco († 2025)
- Dino Betti Van Der Noot, compositore italiano
- Franca Pasut, attrice italiana
- Charles Phan Hoang, artista marziale vietnamita
- Giuseppe Poggi Longostrevi, medico e dirigente d'azienda italiano († 2000)
- Don Powell, cantante, compositore e attore statunitense († 1995)
- Giancarlo Romitelli, regista italiano
- Mustafa Ould Salek, militare e politico mauritano († 2012)
- Antonio Scaccabarozzi, pittore italiano († 2008)
- Helmut Schaller, ex sciatore alpino austriaco
- Eleonore Schwarz, cantante austriaca
- Malick Sidibé, fotografo maliano († 2016)
- Pam Singleton, ex nuotatrice australiana
- Aaron Sloman, filosofo britannico
- Anthony Spear, ingegnere statunitense
- Paride Taban, vescovo cattolico sudsudanese († 2023)
- Teatao Teannaki, politico gilbertese († 2016)
- Masami Teraoka, artista giapponese
- William Towns, designer inglese († 1993)
- Francis Tresham, autore di giochi britannico († 2019)
- Barrie Truman, allenatore di calcio inglese
- Deshun Wang, attore e modello cinese
- Lauren Haney, scrittrice statunitense
- Ming Hsiang Wu, botanico cinese
- Zhang Xianliang, scrittore e poeta cinese († 2014)
- Sa'd Haddad, generale libanese († 1984)